# 阿彦哲郎物語 戦争の囚われ人
『阿彦哲郎物語 戦争の囚われ人』（あひこてつろうものがたり せんそうのとらわれびと）は2023年に公開された日本・カザフスタンの映画。

## あらすじ
阿彦哲郎は第二次世界大戦後、家族が北海道に引き上げた後も労働者として樺太に残らざるを得なかった。彼は進駐してきたソ連軍に捕まり、青年学校に在籍していたというだけでソ連刑法第58条、いわゆる内乱の罪で逮捕され、当時、ソ連だったカザフスタンの収容所に収監された。彼がたどり着いた所は国内犯（政治犯）として様々な民族、境遇の溜まり場だった。「日本に帰って再び家族と会いたい」。その思いを胸に秘め、辛い作業に耐え、生き残り、収容所から釈放されるまでの日々を描いた作品。

## キャスト
- 阿彦哲郎 - 小笠原瑛作
- スルム・カシュクバエフ
- 佐野史将
- 秀子 -かざり
- アカジャン: スルム・カシュカバエフ
- アカジャンの父: アサナリ・アシモフ
- グリツァイ曹長: アルテム・シュロフ
- バー店員（書記）: マキシム・カスペロビッチ
- マナヒ: イスベック・アブリマジノフ
- 看守隊長: ロマン・チェフナドスキー
- 収容所長イワン・セルゲイビッチ:ビクトル・アシャニン
- ブラーチ（医者）: セルゲイ・ウフィンツェム
- クロコジール（ワニ）: ガブリエル・コーエン
- グヌース（よだれかけ）：コンスタンチン・ディフノフ
- ネーメッツ（ドイツ人）：ブラチスラフ・ブカトキン
- チノーブニク（役人）：リナト・ムハメトシン
- バスマチ：ルステム・サファロフ
- ジャージャ（おじさん）：セルゲイ・ウテシェフ
- バーテンダー：アレクサンドル・ルシノビッチ
- カザフ人看守：マラト・サルセンバエフ
- 班長（甘えん坊）：ドミトリー・バグランツェフ
- 秀子に似た女囚：アデル・マフムート
- ドイツ人１：ルドルフ・アンス
- ドイツ人２：アントン・ドゥダレフ
- フランス人１：デニス・クルバチャエフ
- フランス人２：コンスタンチン・パリゴフ
- イタリア人１：イゴリ・ミツケビッチ
- イタリア人２：サンカル・カイナルリ
- 老囚人：アディルジャン・トゥラバエフ
- タルガット（羊飼い）：アイバル・タンギット
- サバーク（犬）：ユーリー・ゴリン
- 囚人１３分隊員：ダニン・バブシキン
- 囚人１３分隊員：ドミトリー・ザバロチン
- 囚人１３分隊員：ミハイル・サバコニン
- 囚人１３分隊員：ドミリ・パスペロフ
- 囚人１３分隊員：ドミートリー・リトビノフ
- 囚人１３分隊員：ニコライ・クルツェフ
- 囚人１３分隊員：アリハン・ナルベコフ
- 囚人１３分隊員：ウラジーミル・ラック
- 囚人１３分隊員：テメルハン・ジャケエフ
- 囚人１３分隊員：サケン・モルダフメトフ
- 囚人１３分隊員：パーベル・ザブローディン
- 囚人１３分隊員：コンスタンチン・パリゴフ
- 囚人１３分隊員：デニス・クルボチャエフ
- 囚人音楽隊：セルゲイ・ルーキン
- 囚人音楽隊：アレクセイ・ベンジ
- 囚人音楽隊：アントン・マルチェンコ
- 囚人音楽隊：リナト・ジムコフ
- 囚人音楽隊：イーゴリ・ペレベーゼフ
- 囚人音楽隊：アレクセイ・ゴスチェフ
- 囚人音楽隊：サケン・ベルギバエ
- ＫＧＢ：ワレーリー・ザテイキン
- ＫＧＢ：ザウル・アリエフ
- ＫＧＢ：アレクサンドル・べリャエフ
- ＫＧＢ：アレクサンドル・クリュコフ
- 新たに到着した囚人：トレベック・ツラリエフ
- 新たに到着した囚人：ザキル・ナビエフ
- 新たに到着した囚人：ムラト・ナスベコフ
- 新たに到着した囚人：ハサン・ムカノフ
- 新たに到着した囚人：ゲオルギー・プィリコフ
- 新たに到着した囚人：ドミトリー・クリキン
- 新たに到着した囚人：アレクサンドル・セメノフ
- 新たに到着した囚人：セルゲイ・ベデニ
- 新たに到着した囚人：サビル・オスマノフ
- 新たに到着した囚人：アビル・テルベルディエフ
- 新たに到着した囚人：レオニド・シャロフ
- 新たに到着した囚人：ミロン・ワセレンコ
- 新たに到着した囚人：エルメクバイ・カイナロフ
- 新たに到着した囚人：ニコライ・チカロフ
- 新たに到着した囚人：アスカル・ウィマナリエフ
- 新たに到着した囚人：ダウト・ビバルパノフ
- 新たに到着した囚人：ビターリー・パシュキン
- 新たに到着した囚人：デニス・アッパリン
- 新たに到着した囚人：ビクトル・カラバエフ
- 新たに到着した囚人：ビクトル・チェルニコフ
- 新たに到着した囚人：アレクサンドル・セメホフ
- 新たに到着した囚人：べヒット・タジメノフ
- 新たに到着した囚人：アレクサンドル・ソロキン
- 新たに到着した囚人：アレクサンドル・オシン
- 新たに到着した囚人：ミハイル・サラフディノフ
- 新たに到着した囚人：ドミトリー・マカロフ
- 新たに到着した囚人：アレクセイ・スクリルコ
- 新たに到着した囚人：アレクセイ・ニッケル
- 新たに到着した囚人：ビタリー・ベリンスキー
- 看守：ルスナック・マキシム
- 看守：クヤノフ・チムール
- 看守：サリホフ・マルレン
- 看守：イスカンデル・アナトーリー
- 看守：ラドゥーリン・アマノフ
- 看守：アディレット・サイフッラエフ
- 看守：ジョマルト・バルバザロ
- 看守：チムール・エルタコフ
- 看守：ショフラット・ハジメトフ
- 看守：ミハイル・リンチェフスキー
- 看守：ドミトリー・ペールロフ
- 看守：サグンディク・サディコフ
- 看守：イーゴリ・モホビコフ
- 看守：キリル・アブチニコフ
- 看守：アズマット・アシモフ
- 看守：エルケブラン・フアンディック
- 看守：アルチュール・イスマイロフ
- 女囚：ナジェジュダ・チェルノワ
- 女囚：アンナ・ベリボイ
- 女囚：ナタリヤ・ブタコワ
- 女囚：ナジェジュダ・コゾレゾワ
- 女囚：ユリヤ・カラチェワ
- 女囚：ナタリヤ・メドベデワ
- 看護婦：イリーナ・ケリブレル
- 看護婦：アナスタシア・チェルノワ
- 看護婦：オレシャ・ボイコ

## スタッフ
- 監督
  - 佐野伸寿
  - エルダル・カバーロフ
  - アリア・ウヴァリジャノバ
- プロデューサー
  - アリア・ウヴァリジャノバ
  - 吉村秀一（株式会社蒼龍舎）
- 製作
  - ボリス・チェルダバエフ
  - アリア・ウヴァリジャノバ
  - 吉村秀一（株式会社蒼龍舎）
  - 津田英俊（株式会社蒼龍舎）
  - 佐野伸寿
- 撮影監督 - サマト・シャリポフ
- 美術監督 - ヌルブラト・ジャバコフ
- 音声監督 -バヒト・ニヤリザエフ
- 編集監督 -アスラン・スレイメノフンゲ
- 作曲-アクマラル・メルゲンゲ
- セカンドユニット -第二監督：オリガ・シュッポ
- セカンドユニット -製作担当：マラト・ダウトバーエフ
- セカンドユニット -キャスティングディレクター：マフバット・サルクトパエフ
- セカンドユニット -撮影オペレーター ：メイル・ジャケバイ
- セカンドユニット -照明技師：クアト・ビセムビノフ
- セカンドユニット -照明助手チーフ：エルラン・モルダグロフ
- セカンドユニット -現場録音技師：ウラジーミル・モスノフ
- セカンドユニット -アートディレクター ：エルキン・スレイメノフ
- セカンドユニット -装飾担当：サケン・セイフーラ
- セカンドユニット -デザイナー及び衣装担当 ：マディナ・アミルハノヴァ
- セカンドユニット -ヘアメイク担当：イリナ・ジンチェンコ
- セカンドユニット -小道具担当：ベリク・ジュマバエフ
- サードユニット -助監督チーフ：ナズグル・ムルズフメトヴァ
- サードユニット -助監督セカンド：ヌリスラム・アルハド
- サードユニット -撮影助手セカンド ：ヤン・ロジオノフ
- サードユニット -撮影助手サード：ジャンドーソフ・ドスタノフ
- サードユニット -撮影助手フォース：ラファエル・アブザロフ
- サードユニット -撮影部応援（フォーカス）：イリヤス・イマンバーエフ
- サードユニット -VE（ビデオ・エンジニア）：アントン・ミチン
- サードユニット -照明助手セカンド：バヒトジャン・べケンバエフ
- サードユニット -照明部応援：イリヤス・ビセムビノフ
- サードユニット -録音助手セカンド：アルマス・ベイセベコフ
- サードユニット -録音部応援：アザマット・バイムカノフ
- サードユニット -美術助手：アルマス・セルガジノフ
- サードユニット -美術応援：ジャニベク・リスバエフ
- サードユニット -装飾助手：エリス・エラフィン
- サードユニット -装飾部応援：エレザル・エラフィノフ
- サードユニット -衣装助手（ドレッサー）：アレクサンドラ・ゾラトヴァ
- サードユニット -衣装助手：スタムベック・アイゲリム
- サードユニット -ヘアメイク助手：アレクサンドラ・ネミテシェヴァ
- サードユニット -ヘアメイク部応援 ：アレクサンドル・ツァツィナ
- サードユニット -小道具助手：ハシヤト・カリモヴァ
- サードユニット -小道具（消え物担当）：アデリ・シュマノフ
- サードユニット -調教師（ハンドラー）：ビャチェスラフ・ジュハレフ
- サードユニット -編集助手：ニコリャ・トリムバセビッチ
- 写真 - 松元隼人
- 配給 - Studio-D Japan
- 小笠原瑛作等身大パネル製作　株式会社佐々木工藝舎
- 製作 - 2022年
- 製作国 - 日本・カザフスタン合作
- 上映時間 - 112分
- 映倫区分G